# Herenhuis (gebouw)

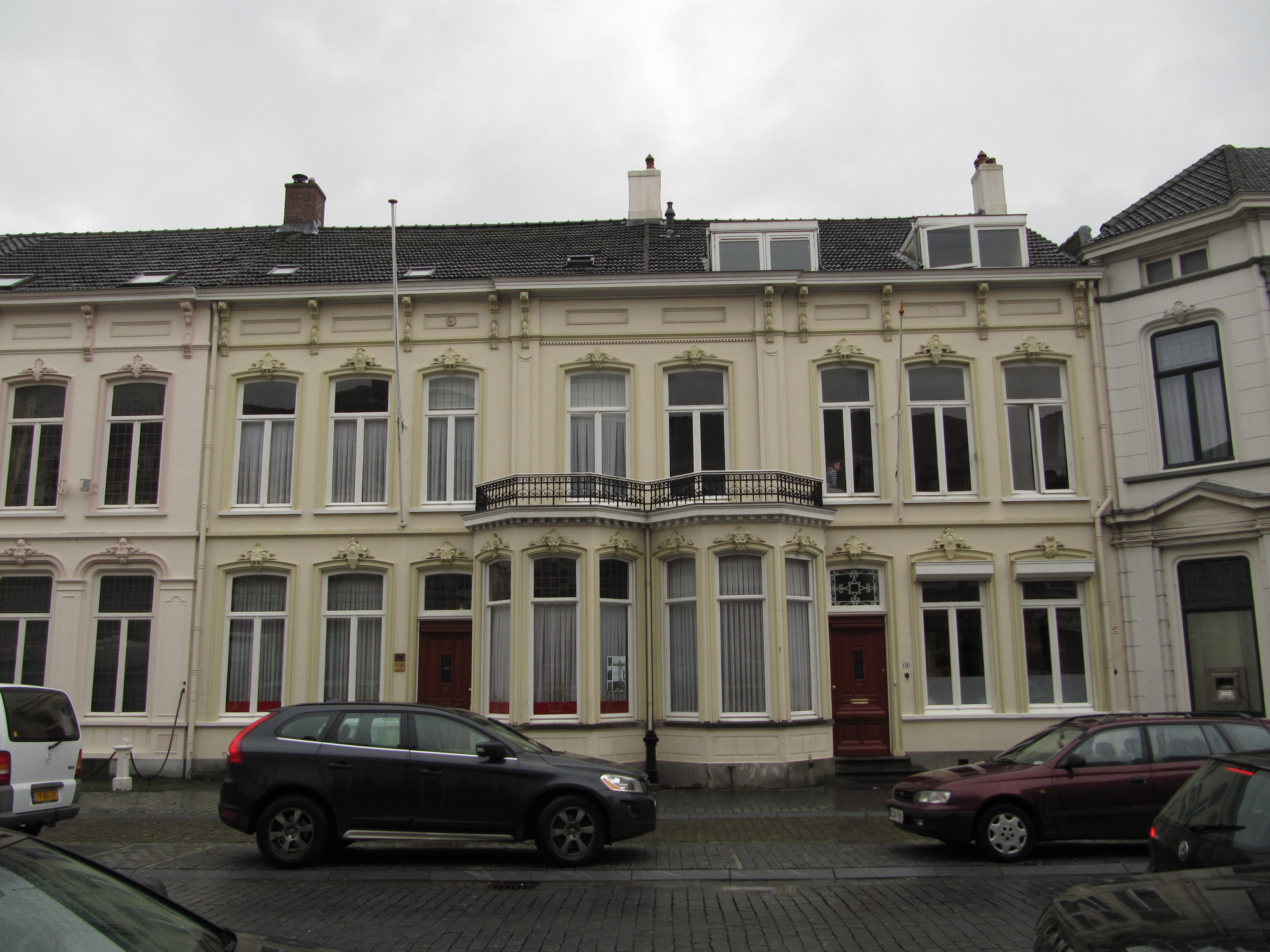
Herenhuizen (1879) in eclectische-stijl te Bergen op Zoom

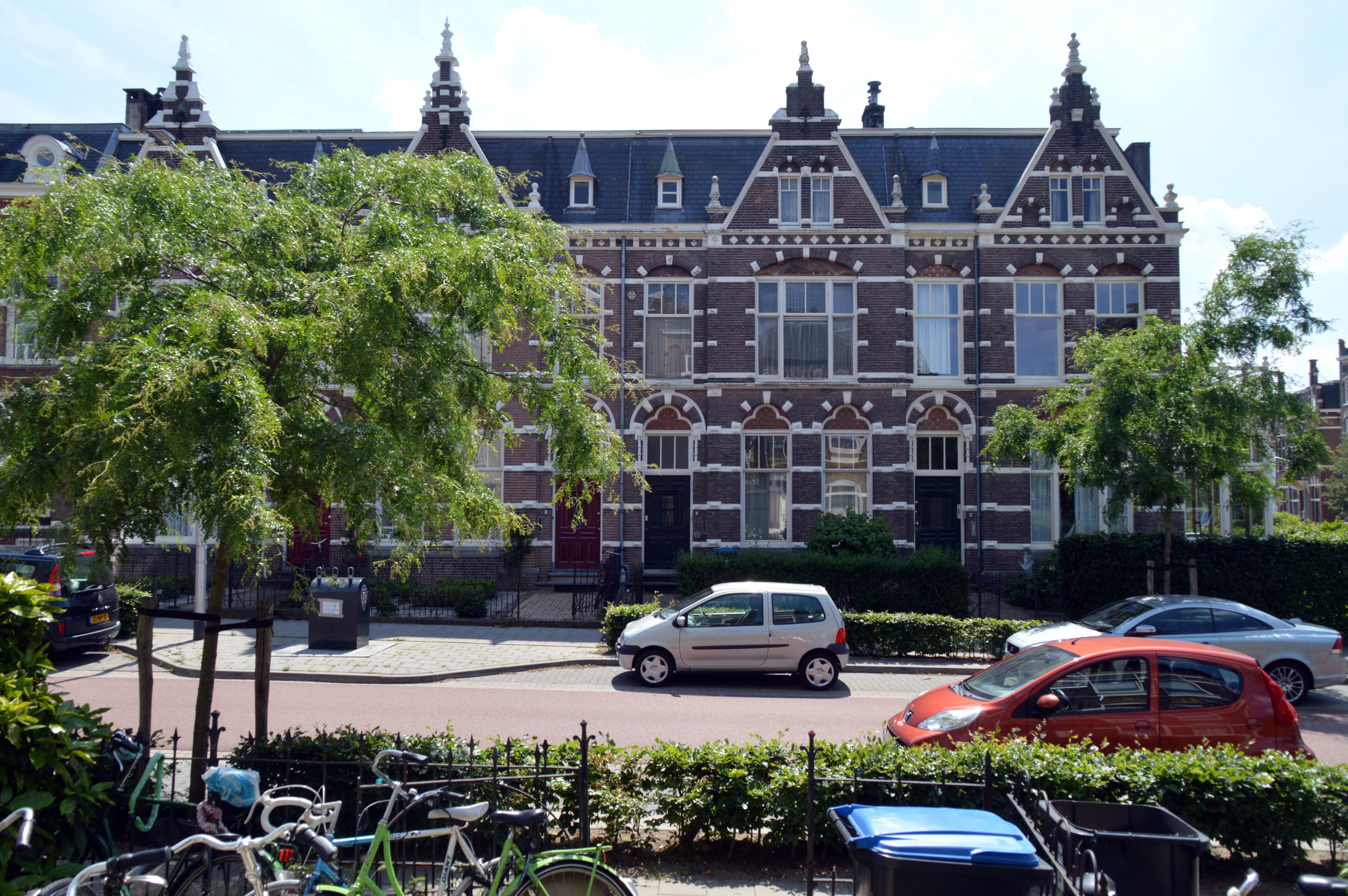
Herenhuizen (1902) in neorenaissance-stijl te Nijmegen

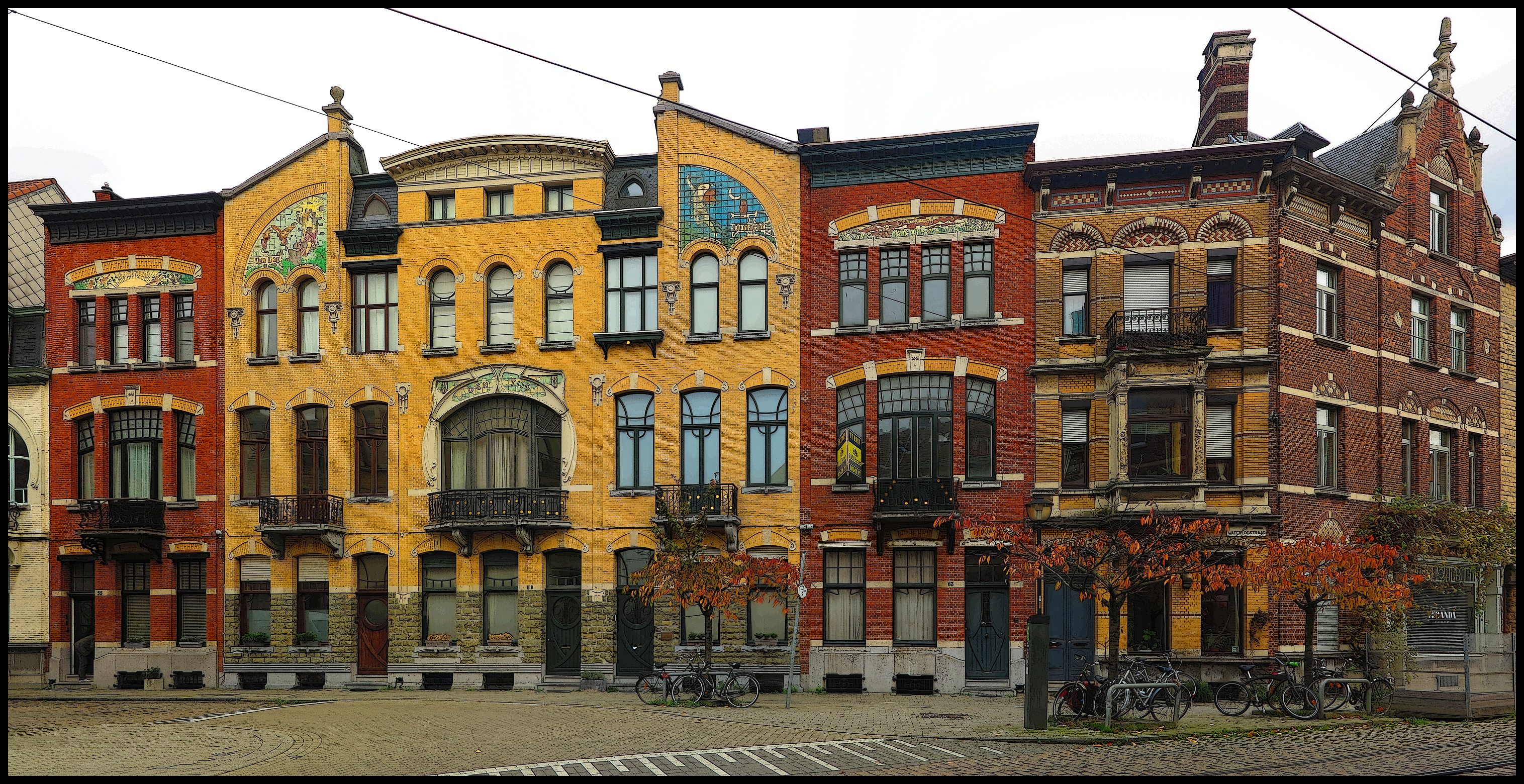
Herenhuizen (1907) in art nouveau-stijl te Antwerpen

Een herenhuis is een grote, statige woning uit de late negentiende en vroege twintigste eeuw, oorspronkelijk bedoeld voor de gegoede burgerij.

## Definitie
De term herenhuis kan zowel in algemene zin (een grote, statige en luxe woning) als meer toegespitst gebruikt worden. In de meest gangbare striktere definitie betreft een herenhuis een in de periode 1880 tot 1920, onder architectuur gebouwde, woning met ten minste twee volledige woonlagen en een beloopbare zolder of dakverdieping.
Het laatnegentiende-eeuwse herenhuis onderscheidt zich op meerdere manieren van eerdere stadshuizen. Zo heeft het herenhuis, traditioneel, enkel een woningfunctie terwijl de meeste stadswoningen van voor de Franse Revolutie een dubbele functie hadden, met zowel een woning als een winkel of werkplaats die zich beiden binnen het pand bevonden. De patriciërshuizen (Engels: townhouse, Frans: hôtel particulier) en de grotere grachtenpanden dienden eveneens enkel als woning, maar deze laten zich vervolgens met betrekking tot de omvang, gebruikte bouwmaterialen en sociale positie van hun bewoners moeilijker vergelijken met het op de gegoede burgerij gerichte klassieke herenhuis.
Stilistisch en bouwinhoudelijk, hoeft er geen verschil te zijn tussen een herenhuis en een contemporaine villa. Een villa is echter per definitie vrijstaand en is, in tegenstelling tot vrijwel alle vrijstaande herenhuizen, aan alle zijden van de woning omgeven door een ruime tuin. Herenhuizen kunnen in de vormgeving van hun gevel, met de name in het geval van de verschillende neorenaissance-stijlen, sterke overeenkomsten vertonen met de zogenaamde revolutiebouw uit dezelfde periode. Binnenshuis zijn de verschillen tussen revolutiebouw, gericht op de huisvesting van de grootstedelijke arbeidersklasse door middel van meervoudige bewoning, echter zeer duidelijk.

## Geschiedenis
De ontwikkeling van het herenhuis hangt nauw samen met de opkomst van de gegoede burgerij in de tweede helft van de negentiende eeuw. In Nederland leidt de Vestingwet van 1874 bij diverse steden tot de opheffen van de vestingstatus. Met de ontmanteling van de vestingwerken ontstonden direct buiten de dichtbevolkte middeleeuwse en vroegmoderne stadskernen nieuwe en gewilde bouwgronden. Veel van de grotere voormalige vestingsteden werden voorzien van een ceintuurbaan waar vanuit deels verhardde en doorgaans breed opgezette uitvalswegen, ook wel boulevard, laan of avenue genoemd, ontsprongen. Het is met name langs deze wegen en nieuwe stationsstraten waar het klassiek herenhuis in de periode tussen 1880 en 1920 werd gebouwd.
In België voltrok zich met de vestingwet van 1870 een soortgelijk proces als in Nederland, met de kanttekening dat herenhuizen in Belgische steden in hun architectuur doorgaans minder onderlinge samenhang vertonen dan het meer uniformere straatbeeld in Nederland. Hoofdoorzaak voor dit verschil is het aanvankelijk ontbreken van schoonheidscommissies en een minder gecentraliseerd beleid met betrekking tot de ruimtelijke ordening. Een illustratief voorbeeld van Belgische herenhuisarchitectuur is te vinden in Het Zuid te Antwerpen.
In de nasleep van Eerste Wereldoorlog eindigt de bouwperiode van de klassieke herenhuizen. In Nederland richt de bouwsector zich vooral op de zogenaamde, door de Amsterdamse School geïnspireerde, jarendertigwoningen. In tegenstelling tot het eerdere herenhuis, betrof dit echter middenstandswoningen, bedoeld voor de middenklasse in plaats van de gegoede burgerij.

## Kenmerken van een herenhuis
Veruit de meeste herenhuizen in Nederland behoren tot de stijl van de neorenaissance en zijn te herkennen aan bakstenen gevels met spekbanden en hoge daken met topgevels of torentjes. Na 1900 vermengt de neorenaissancestijl zich ook regelmatig met andere bouwstijlen zoals de neogotiek en art nouveau. Kenmerkend voor de eclectische herenhuizen is een witte bepleistering en neoclassicistische of barokke verwijzingen in de geveldecoraties. Voor in de art-nouveaustijl opgetrokken herenhuizen gelden golvende lijnen, asymmetrie en bloemmotieven als typisch. Herenhuizen in eclectische en art-nouveaustijl herenhuizen zijn relatief zeldzaam, hoewel deze laatste in België vaker voorkomt.
Typerend voor herenhuizen is een fabrieksmatig bouwproces, waardoor verschillende decoratieve elementen in meerdere, soms honderden, herenhuizen terug kunnen komen. De voordeur van een herenhuis heeft traditioneel vrijwel altijd een bovenlicht en een trap van enkele treden tot de drempel. Grote raampartijen en hoge gedecoreerde plafonds zijn eveneens gebruikelijk, maar elementen als erkers, balkons of dakkapellen, hoewel vaakvoorkomend, zijn niet universeel. Veel herenhuizen zijn gebouwd met inachtneming van, destijds, moderne technieken als centrale verwarming, gasaansluitingen en, na 1900, elektriciteit.